# Комп'ютер у школі та сім'ї
«Комп'ютер у школі та сім'ї» — науково-методичний журнал.
Видається з лютого 1998 року.
Засновники: Інститут педагогіки НАПН України, Інститут інформаційних технологій і засобів навчання НАПН України, редакція журналу за сприяння Міністерства освіти і науки України.
Свідоцтво про реєстрацію серія КВ № 12217-1101ПР від 17.01.2007 р.
Передплатний індекс 74248.
Журнал включено до Переліку наукових фахових видань України у галузі педагогічних наук, Наказ МОН України від 29.09.2014 року №1081
Розповсюджується за передплатою. На рік виходить вісім номерів (з 2019 року - чотири, але збільшеного обсягу).

## Тематика
Тематика журналу охоплює всі аспекти інформатизації освіти, особливо інформатизації загальноосвітніх навчальних закладів.
Журнал також висвітлює теоретико-методичні і практичні аспекти навчання інформатики.

## Ключові люди
- Головний редактор — Лапінський Віталій Васильович, кандидат фізико-математичних наук, доцент [Архівовано 29 Березня 2022 у Wayback Machine.].
- Заступник головного редактора — Калініна Людмила Миколаївна, доктор педагогічних наук, професор,

Редколегія:
| Редакційна рада       | |
| Биков В.Ю.            | Директор Інституту інформаційних технологій і засобів навчання НАПН України, доктор технічних наук, професор, дійсний член НАПН України |
| Гуржій А.М.           | Інститут професійно-технічної освіти НАПН України, доктор технічних наук, професор, дійсний член НАПН України                           |
| Жалдак М.І.           | Національний педагогічний університет імені М.П. Драгоманова, доктор педагогічних наук, професор, дійсний член НАПН України             |
| Платонова А.Г.        | ДУ «Інститут гігієни та медичної екології ім. О. М. Марзєєва» НАМН України, доктор медичних наук, професор                              |
| Сердюков Пітер        | Національний університет СІНА доктор педагогічних наук, професор, м. Сан-Дієго, США                                                     |
| Співаковський О.В.    | Ректор Херсонського державного університету, доктор педагогічних наук, професор, член-кореспондент НАПН України                         |
| Стучинська Н.В.       | Національний медичний університет імені О.О. Богомольця, кандидат фізико-математичних наук, доктор педагогічних наук, професор          |
| Топузов О.М.          | Директор Інституту педагогіки НАПН України, віце президент НАПН України, доктор педагогічних наук, професор, дійсний член НАПН України  |
| Удовиченко І. В.      | Сумський обласний інститут післядипломної педагогічної освіти, доктор педагогічних наук, доцент                                         |
| Асоційовані редактори | |
| Головко М.В.          | Інститут педагогіки НАПН України, кандидат педагогічних наук, доцент, старший науковий співробітник.                                    |
| Горошко Ю.В.          | Національний університет "Чернігівський колегіум" імені Т.Г.Шевченка доктор педагогічних наук, професор                                 |
| Кудренко Б.В.         | МОН України, державний експерт |
| Литвинова С.Г.        | Інститут інформаційних технологій і засобів навчання НАПН України, доктор педагогічних наук, старший науковий співробітник              |
| Микитенко П. В.       | Національний медичний університет імені О.О. Богомольця, кандидат педагогічних наук, доцент                                             |
| Овчарук О. В.         | Інститут інформаційних технологій і засобів навчання НАПН України, кандидат педагогічних наук, старший науковий співробітник            |
| Пушкарьова Т.О.       | ДНУ «Інститут модернізації змісту освіти» МОН України, доктор педагогічних наук, професор.                                              |
| Рахмануклов А. А.     | Каршинський інженерно – економічний інститут, кандидат фізико-математичних наук, доцент, м.Карші, Узбекистан,                           |
| Спірін О.М.           | Університет менеджменту освіти, доктор педагогічних наук, професор, член-кореспондент НАПН України                                      |
| Стрижак О.Є.          | Національний центр «Мала академія наук України», доктор технічних наук, старший науковий співробітник                                   |
| Франчук В.            | Національний педагогічний університет імені М. П. Драгоманова, кандидат педагогічних наук, доцент                                       |
| Ходзицька І.Ю.        | Учитель інформатики ЗОШ І—III ступенів №93 м. Києва, учитель- методист.                                                                 |
| Шевчук Л. Д.          | Переяслав-Хмельницький державний педагогічний університет імені Григорія Сковороди, кандидат педагогічних наук, доцент                  |